# Henri Gaudin
Pour les articles homonymes, voir Gaudin.
Henri Gaudin est un architecte français né le 25 septembre 1933 à Paris 16e et mort le 5 mars 2021, à Paris 10e. Il a notamment conçu le stade Charléty à Paris, l'École normale supérieure de Lyon (avec son fils Bruno Gaudin) et la restructuration-rénovation du musée Guimet. Il fut également professeur à l'École nationale supérieure d'architecture de Versailles.

## Biographie
Henri Gaudin grandit à La Rochelle. Il abandonne une carrière dans la marine pour entrer à l'École des Beaux-Arts de Paris. Après l’obtention de son diplôme, il travaille dans les bureaux d’Harrison & Abramovitz aux États-Unis.
De retour en France , Il reçoit des éloges pour un projet à Maurepas (1975 - 1981) et un nouveau développement urbain à Saint-Quentin-en-Yvelines. Il y exprime son attachement à la « rue » de la cité médiévale.
D'autres commissions résidentielles suivront, y compris celles d'Évry-Courcouronnes (1982-1985) et du 44 rue de Ménilmontant (1983-1986) à Paris. À la fin des années 1980, il commence à recevoir de grandes commissions publiques comme celles de la ville d'Amiens, de l'Université de Picardie, (1993), puis celle de Paris avec le réaménagement du Stade Charléty, dont la première phase se termine en 1994 et qu'il a co-signé avec son fils Bruno Gaudin.

## Prix
- 1986 : Prix de l'Équerre d'argent pour 100 logements, rue Émile-Roux à Évry.
- 1989 : Grand prix national de l'architecture (refusé).
- 1994 : Prix de l'Équerre d'argent avec son fils Bruno Gaudin pour le Stade Charléty Paris 13e[5].
- 1994 : Médaille d'Or de l'Académie d'architecture[6].
- 2020 Grand prix de l'Académie de Saintonge pour l'ensemble de son oeuvre

## Projets réalisés
- 1973 : Écoles maternelle et primaire à Souppes-sur-Loing.
- 1987 : Collège Tandou à Paris.
- 1989 : Centre des Archives de Paris à Paris.
- 1989 : Extension de l'hôtel de ville de Saint-Denis.
- 1992 : Maison du sport français et bureaux olympiques (siège du CNOSF) à Paris.
- 1993 : Pôle scientifique Saint-Leu à Amiens.
- 1994 : Maison du sport français à Paris.
- 1996 : Faculté de droit à Douai.
- 2000 : École normale supérieure à Lyon.
- 2000 : Musée national des arts asiatiques - Guimet à Paris[7].
- 2003 : Médiathèque et conservatoire "Coeur de Ville"[8],[9]à Vincennes

Le complexe culturel « Cœur de Ville ».

- 2003 : Siège du CNASEA à Limoges.
- 2003 : Médiathèque à Sotteville-lès-Rouen.
- 2003 : Palais de justice à Besançon.
- 2003 : Grand Théâtre à Lorient.
- 2005 : Cité de la musique et de la danse à Strasbourg.
- 2008 : Archives diplomatiques à la Courneuve.
- 2015 : Cité de la musique et de la danse à Soissons.

## Publications
- Hors les murs, essai, (2012) aux éditions Nicolas Chaudun  (ISBN 978-2350391199)[10]
- Considérations sur l'espace (2003) aux éditions du Rocher  (ISBN 978-2268048390)
- Naissance d'une forme (2001) aux éditions Norma  (ISBN 978-2909283647)
- Seuil et d'ailleurs (1992) aux éditions du demi-cercle  (ISBN 978-2910735869)
- La cabane et le labyrinthe (1984) aux éditions Mardaga  (ISBN 978-2870097267)